# Tarenna capuroniana
Tarenna capuroniana là một loài thực vật có hoa trong họ Thiến thảo. Loài này được De Block mô tả khoa học đầu tiên năm 2005.